# Consiglio di amministrazione fiduciaria
Il Consiglio di amministrazione fiduciaria è stato uno degli organi principali dell'Organizzazione delle Nazioni Unite, che si occupava della gestione delle nazioni non indipendenti dopo la seconda guerra mondiale.
Composto dai membri che amministravano territori in amministrazione fiduciaria, dai 5 membri permanenti (vedi → Big Five) del Consiglio di Sicurezza (CdS) che non amministravano territori in amministrazione fiduciaria e da un numero di membri eletti per 3 anni.
Il Consiglio di amministrazione fiduciaria è determinato in modo da garantire che il numero totale di membri dello stesso si dividesse in parti eguali tra i membri delle Nazioni Unite che amministravano territori in amministrazione fiduciaria e quelli che invece non lo facevano (Art. 86 della Carta delle Nazioni Unite).
Il Consiglio  opera sotto il controllo dell'Assemblea Generale (AG) oppure, quando gli accordi riferiscono ad aree strategiche, sotto il controllo del CdS (Art. 83 della Carta delle Nazioni Unite).
Il Consiglio, però, ha smesso di operare quando tutti i territori sottoposti ad amministrazione fiduciaria hanno acquistato l'indipendenza, nel 1994.